# Artemon von Milet
Artemon war ein spätestens im 1. Jahrhundert n. Chr. lebender griechischer Autor aus Milet.
Er verfasste 22 Bücher über Phantasmata und mantische Träume allgemein sowie über medizinische Hinweise des Serapis. Möglicherweise stützte sich Aelian auf seine Arbeiten (nat. anim. 11, 31 ff.); Artemidor von Daldis wies in seinem Traumbuch (Kap. 2) auf ihn hin. Plinius der Ältere bezeichnete ihn als einen Scharlatan (Naturalis historia 28, 7), wohingegen er bei Tertullian (De anima 46) in eine Reihe mit zahlreichen weiteren Gewährsleuten gestellt erscheint, denen Autorität auf dem Gebiet der Traumdeutung zugesprochen wird.